# Родри ап Хивел
Родри ап Хивел (умер в 953) — король Дехейбарта в 950—953 годах.

## Биография
После смерти Хивела ап Каделла в 950 году Дехейбарт был поделён между Родри ап Хивелом и двумя его братьями, Эдвином ап Хивелом и Оуайном ап Хивелом.
В 952 году короли Гвинеда Иаго ап Идвал и Хивел ап Иейав вторглись в Дехейбарт. Сыновья Хивела, Эдвин и Оуайн, ответили вторжением в 954 году, но им пришлось отступить.
Согласно Анналам Камбрии он умер в 954 году. Согласно же Хронике Принцев Уэльса, Родри и его брат Дивнуал умерли в 951 году.